# CBGKシブゲキ!!
CBGKシブゲキ!!（しぶげき）は、東京都渋谷区道玄坂渋谷プライム6階にある劇場である。客席数242席（車椅子スペース 2席含む）。

## 概要
東京テアトル系列の映画館・シネセゾン渋谷（2011年2月27日閉館）の跡地を改装し2011年7月20日にプレオープン、同9月9日にグランドオープンした劇場である。当劇場と同じフロアにあった旧渋谷ピカデリーを改装したマウントレーニアホールを運営するカトープレジャーグループはこの場所にコンサートホールをオープンさせるつもりであったが、ディスクガレージ社長・中西健夫の「隣が音楽だったらもう一つは演劇でいきましょう」とのアドバイスにより、劇場としてオープンさせることになった。
芸能事務所・キューブが初めて劇場運営を手掛ける劇場であり、同事務所に所属する俳優・古田新太が劇場アドバイザーを務める。また、同劇場のスーパーマスコット「ふるちん」は古田がモチーフとなっている。
座席数は242席（車椅子スペース 2席含む）。舞台サイズは間口900センチ、奥行636センチ、高さ480センチ、舞台高80センチ。ロビー等のアートワークは東學が手掛けた。劇場では演劇公演を軸に展開している。また、他会場のイベントを同時中継するパブリックビューイングや「CBGKシブゲキ!!」からのテレビ中継、ストリーミング生放送なども行っている。

## 来歴
プレオープン後初となるイベントとしては、いきものがかりの横浜スタジアムライブのライブビューイングを7月24日に実施。グランドオープン後の杮落し公演は、ケラリーノ・サンドロヴィッチ作・演出、古田新太主演の舞台『奥様お尻をどうぞ』CBGKシブゲキ!!プレミアム公演（同年9月9日から9月11日まで）。
2013年8月15日より、当劇場を拠点として第2期東京パフォーマンスドールが演劇とライブを融合させた「PLAY×LIVE 『1×0』（ワンバイゼロ）」の公演を開始。
2014年10月27日、ビートたけしが約30年ぶりとなる単独ライブ「たけしが毎週ニュースキャスターの楽屋で、朝ズバッ！なんかで使ったパネルを勝手に拝借して、イタズラ書きをしてはニュースキャスター後のS1でTBSに来ていた、爆笑問題田中の楽屋にそっと置いていたパネルが溜まったのでテレビでお披露目しようとしたら、何処の局からも相手されなくて、仕方なくLIVEでお披露目することになった、たけし的スライドショーなLIVE」を開催。
2014年12月、爆笑問題が扮する爆チュー問題のクリスマスライブを開催。12月にBSスカパー!で30分、翌2015年1月にフジテレビONEで1時間放送。
2016年6月、かつて渋谷ジァンジァンで開催されていた三遊亭円丈主催の新作落語の会、実験落語を実験落語neoとして復活させ、その後もコンスタントに公演を行っている。

## アクセス
- 東京メトロ半蔵門線/東急田園都市線　渋谷駅 出口１ ザ・プライム口　直結